# Esdras
Esdras (em hebraico: עֶזְרָא‎, ʿEzrāʾ; "auxiliador"), era um sacerdote que liderou o segundo grupo de retorno de israelitas que retornaram da Babilónia em 457 a.C. Descendente de Arão, o primeiro Sumo Sacerdote de Israel, Esdras era escriba (copista da lei de Moisés) entendido na lei de Moisés, Esdras teve como mestre Baruque, o amigo e companheiro do profeta Jeremias.
Seu nome é citado 30 vezes na Bíblia.

## Ordem do reiArtaxerxes
Ele recebeu ordem do rei Artaxerxes I para ir até Jerusalém. Ele levaria oferta para o templo, judeus que quisessem voltar com ele e pessoas para trabalhar no templo (levitas, servidores do templo, porteiros, cantores). O objetivo da missão dele era ver como estava à condição espiritual do povo judeu. Com as ofertas ele teria que comprar animais e outros produtos para serem utilizados nos sacrifícios. Esdras tinha também autoridade para nomear magistrados e juízes que julgassem o povo além do rio Eufrates.

## A jornada
Ele partiu e parou no rio que corre para Aava. Lá ele percebeu que não havia nenhum levita. Então ele mandou buscar levitas em Casifia, onde encontraram levitas e servidores do templo.
Depois eles jejuaram para se humilharem perante Deus e pedirem proteção na jornada.

## Jerusalém
Chegaram à cidade e repousaram três dias. Pesaram o ouro e a prata os objetos para a casa de Jeová. Após isso Esdras encontrou o povo em grande pecado, eles estavam se misturando com os povos de outras terras, desobedecendo a Deus. O povo se reuniu com Esdras se arrependeu e eles despediram as mulheres estrangeiras.

## Livro de Esdras
Segundo estudiosos, os livros de Esdras e Nemias formavam um só livro , mais tarde separados em 1° e 2° Esdras. Depois, o segundo recebeu o nome de Neemias. Com o passar do tempo, foram aparecendo de forma individual, separados, na Bíblia Sagrada, e relatam acontecimentos entre 538 e 400a.C.
O tema central do livro é a organização da comunidade, que se formou a partir da volta dos judeus exilados na Babilônia.

## Apêndice

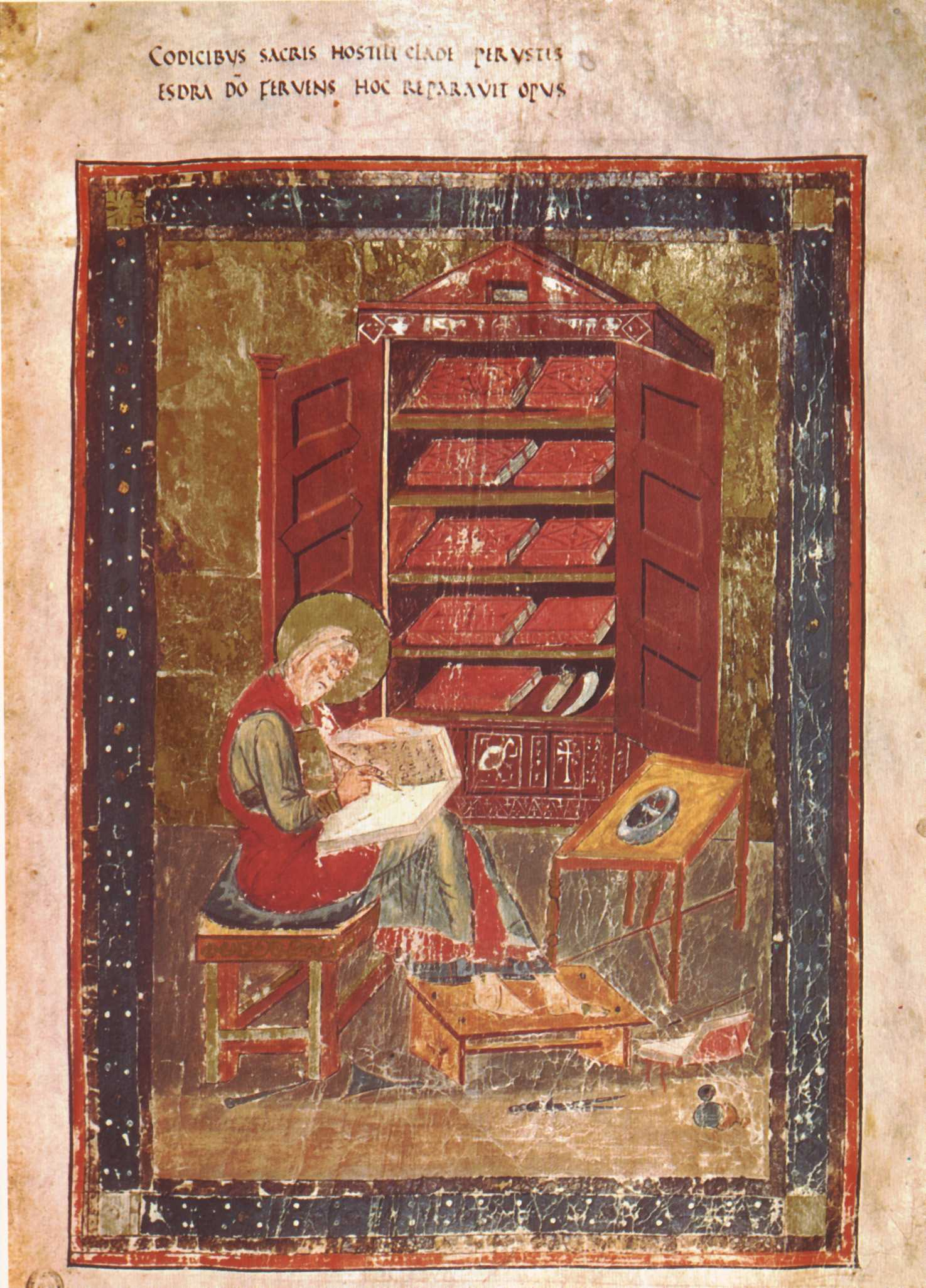
Fólio 5r do Codex Amiatinus (Florença, Biblioteca Medicea Laurenziana, MS Amiatinus 1), Esdras, o escriba. "Quando os livros sagrados foram consumidos no fogo da guerra, Esdras reparou os danos."

Alguns estudiosos lhe imputam a autoria do Livro de Esdras e do Livro de Crônicas e que foi ele que compilFólio 5r do Codex Amiatinus (Florença, Biblioteca Medicea Laurenziana, MS Amiatinus 1), Esdras, o escriba. "Quando os livros sagrados foram consumidos no fogo da guerra, Esdras reparou os danos."ou o Antigo Testamento. Alguns ainda dizem que ele complementou o livro de Deuteronômio, escrevendo sobre a morte de Moisés. Esdras foi contemporâneo de Neemias.
A Bíblia dos Setenta, também conta com um livro denominado Esdras I, inexistente na Bíblia adotada pela Igreja Católica, que costuma referir-se a ele como Esdras III (apócrifo), enquanto que os livros de Esdras e de Neemias são reunidos, na Bíblia dos Setenta em um único livro chamado de Esdras II.
A Igreja Ortodoxa Etíope inclui, além do Esdras I, também um Esdras IV (Apocalipse de Esdras) em sua Bíblia.